# Wassili Danilowitsch Sokolowski

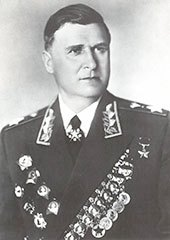
Marschall der Sowjetunion W. D. Sokolowski

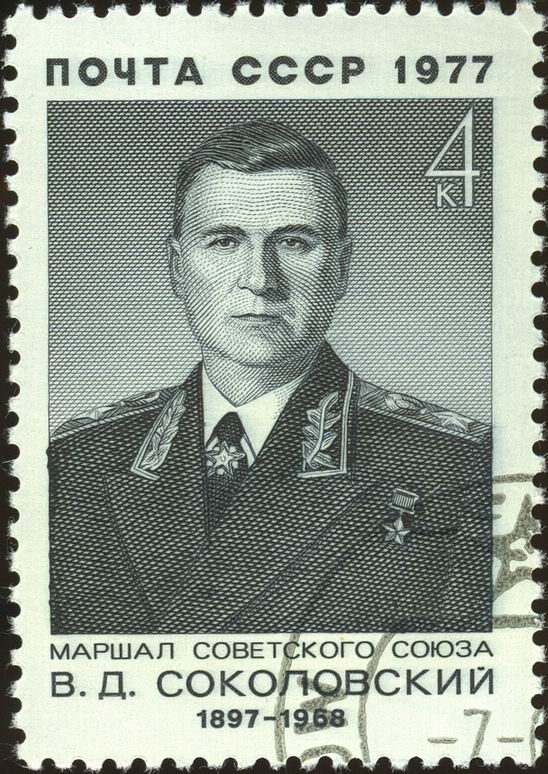
Briefmarke mit Sokolowskis Konterfei

Wassili Danilowitsch Sokolowski (russisch Василий Данилович Соколовский; * 9. Julijul. / 21. Juli 1897greg. in Kosliki bei Białystok, Russisches Kaiserreich; † 10. Mai 1968 in Moskau) war ein Marschall der Sowjetunion.

## Leben
Sokolowski trat 1918 der Roten Armee bei und nahm am Russischen Bürgerkrieg 1918–20 teil. In diesem Bürgerkrieg war er Kommandeur eines Schützenregimentes, einer Schützenbrigade und Stabschef einer Division. 1921 absolvierte er die Akademie des Generalstabs. Nach dem Abschluss wurde Sokolowski Gehilfe des Chefs der operativen Verwaltung der Turkestanfront. Von 1922 bis 1930 war er Stabschef einer Schützendivision und eines Schützenkorps.
1931 trat er der Kommunistischen Allunions-Partei (Bolschewiki) (WKP(B)), der späteren KPdSU, bei. In den Jahren 1930 bis 1935 wirkte er als Divisionskommandeur. Im Anschluss an diese Tätigkeit war Sokolowski Chef des Stabes des Wolga-, des Uraler und des Moskauer Militärbezirkes, bis er im Februar 1941 Stellvertreter des Chefs des Generalstabs wurde. Nach dem deutschen Überfall auf die Sowjetunion bekleidete er von 1943 bis 1944 die Ämter eines Stabschefs und obersten Befehlshabers der sowjetischen Westfront. Von 1944 bis 1945 war er Stabschef der 1. Ukrainischen Front der Roten Armee. Danach wurde Sokolowski Stellvertreter von Schukow in der Führung der 1. Weißrussischen Front. Zum Ende des Zweiten Weltkriegs in Europa war er am 8. Mai 1945 Teilnehmer bei der Unterzeichnung der bedingungslosen Kapitulation der Wehrmacht in Berlin im heutigen Museum Berlin-Karlshorst.

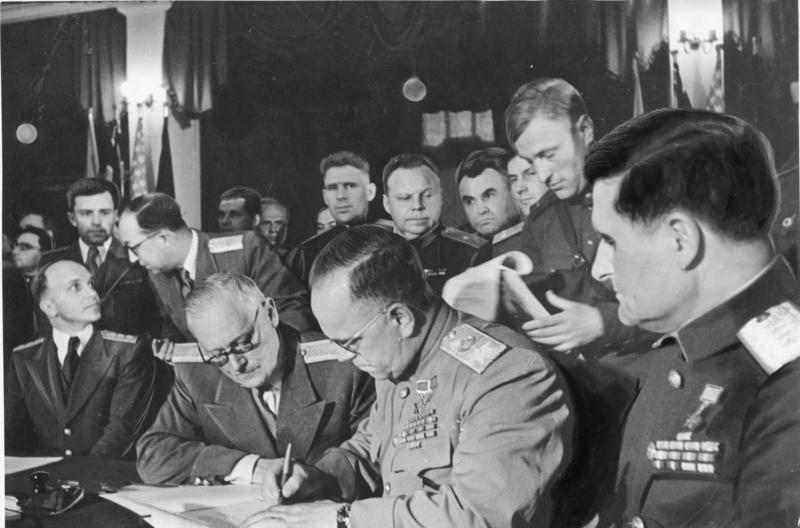
Sokolowski (vorn rechts) bei der Unterzeichnung der bedingungslosen Kapitulation der Wehrmacht in Berlin-Karlshorst (im heutigen Museum Berlin-Karlshorst)

Ab dem 9. Juni 1945 war er erster Stellvertreter und von 1946 bis April 1949 Oberster Chef der Sowjetischen Militäradministration in Deutschland (SMAD) und Oberkommandierender der Gruppe der Sowjetischen Streitkräfte in Deutschland. Sein Nachfolger in beiden Funktionen war Wassili Iwanowitsch Tschuikow. 1946 erfolgte seine Beförderung zum Marschall der Sowjetunion. Sokolowski war Urheber des Befehl 209 der sowjetischen Militäradministration, mit der unter anderem der Abriss zahlreicher Herrenhäuser in der SBZ zur Gewinnung von Baumaterial erlaubt wurde.
Nachdem innerhalb der ehemaligen Alliierten der Trizone zum 18. Juli 1948 eine Währungsreform zur Deutschen Mark  durchgeführt wurde und kurz darauf auch – die nicht abgestimmte – Währungsreform in West-Berlin, begann die SMAD unter Sokolowski die Berlin-Blockade, die bis zum 12. Mai 1949 andauerte, womit sich der Kalte Krieg zwischen der Sowjetunion und den Westmächten zuspitzte. 
Von 1949 bis 1960 war er Erster Stellvertreter des Verteidigungsministers der Sowjetunion, in der Zeit von 1952 bis 1960 auch Chef des Generalstabs. 1960 wurde er in die Gruppe der Generalinspekteure des sowjetischen Verteidigungsministeriums berufen. Sokolowski war von 1952 bis 1961 Kandidat und von 1961 bis 1968 Mitglied des Zentralkomitees der KPdSU. Nach seinem Tod wurde seine Urne an der Kremlmauer in Moskau beigesetzt.

## Werke
Er war Autor und Mitverfasser zahlreicher militärstrategischer Schriften, darunter:
- „Militärstrategie“ (1965), hohe Auflage in der Sowjetunion, Übersetzung in die englische und deutsche Sprache
- „Die Zerschlagung der deutsch-faschistischen Heere bei Moskau“ (1964)